# Aus erster Ehe
Aus erster Ehe ist ein deutscher Spielfilm der Tobis-Film, der 1939 produziert und vom Tobis-eigenen Filmverleih am 25. Juli 1940 in die Kinos gebracht wurde.
Der von Wolf Neumeister, Günther Rossoll und Ilse Maria Spath nach Christel Broehl-Delhaes’ Roman Kamerad Mutter (1930) geschriebene und von Paul Verhoeven inszenierte Familien-, Ehe- und Problemfilm erzählt die Geschichte von Barbara Rohn, die einen Witwer mit zwei heranwachsenden Kindern heiratet. Weil die Stieftochter, Sabine, sie aus Eifersucht zunächst ablehnt, muss Barbara besonders um ihr Vertrauen werben. Dieses wird ihr schließlich auch gewährt, allerdings um den Preis, dass ein Schweigeversprechen, das sie Sabine gegeben hat, nun ihre Ehe in Gefahr bringt.

## Handlung
Ort der Handlung ist zunächst München, die Zeit eine fiktive friedenszeitliche Gegenwart. Walter Helmerding ist Chemieprofessor und lebt ganz für seine Arbeit: die Erforschung des Hormons Y. Auf einer privaten Abendgesellschaft bei seinem Kollegen Prof. Stahlschmidt lernt er Barbara Rohn kennen, die für die Gäste Klavier spielt. Sie kommen ins Gespräch, er begleitet sie nach Hause und erfährt dabei, dass Barbara bereits seit vier Wochen als Chemielaborantin bei seinem Kollegen Prof. Skutor arbeitet, wo er sie zweifellos schon gesehen, offensichtlich aber nicht zur Kenntnis genommen hatte. Das ändert sich nun.
Walter ist nicht der Einzige, der Gefallen an Barbara gefunden hat: Auch Skutors Assistent, Dr. Werner Deinert, ein notorischer Schürzenjäger, hat sie bemerkt und bedrängt sie nun in zudringlicher Weise mit seiner Aufmerksamkeit. Barbara, die sich für ihn nicht im Allermindesten interessiert, pariert seine Übergriffe ebenso gelassen wie souverän. Später erfährt das Kinopublikum, dass Deinert bereits in festen Händen ist: Er hat eine Freundin Marion.
Prof. Walter Helmerding ist Witwer und Vater zweier heranwachsender Kinder, Sabine und Thomas, zu denen er ein kumpelhaftes, warmherziges Verhältnis hat, wobei insbesondere Sabine seiner Autorität zu entgleiten beginnt und zunehmend selbst entscheidet, was sie tut: etwa mit einer gemischtgeschlechtlichen Freundesgruppe in einer Berghütte übernachten.
Walter und seine Kinder lieben die Berge und so versteht es sich von selbst, dass Walter bald auch Barbara einmal zu einem Ausflug zu zweit dorthin mitnimmt. Es stellt sich heraus, dass Barbara in den Bergen aufgewachsen, mit der Landschaft also mindestens so eng verbunden ist wie er selbst – was das Paar natürlich noch enger zusammenbringt. Als Walter im Labor bei seiner Forschungsarbeit einen entscheidenden Durchbruch hat, ist Barbara die erste, die ihm zu seinem Erfolg gratuliert. Um zu feiern, nimmt sie ihn mit in ihre Wohnung; Walter macht ihr noch an diesem Abend einen Heiratsantrag. Bevor sie einwilligt, fragt sie ihn, was seine Kinder wohl dazu sagen werden. Walter beruhigt sie: die Kinder werden sich freuen. Tatsächlich jedoch hat Sabine schon auf dem Klatschwege von der sich anbahnenden Liebesbeziehung ihres Vaters gehört und ist darüber eifersüchtig und aufgebracht.
Damit sie und die Kinder sich kennenlernen können, lädt Walter Barbara in sein Zuhause ein. Während Thomas sie auf Anhieb liebgewinnt, weist Sabine Barbara, obwohl diese tapfer und einfühlsam auf sie zugeht, schroff zurück. Erst als Walter Sabine in einem Vieraugengespräch daran gemahnt, dass auch sie irgendwann einen Mann haben werde, auf den dann er – Walter – nicht werde eifersüchtig sein dürfen, lenkt sie ein und verspricht, sich mit Barbara Mühe zu geben.
Walter und Barbara heiraten, Barbara zieht bei ihm ein, gibt ihren Beruf auf und vermisst die Arbeit auch nicht. Da wird ihr Verhältnis zu Sabine erneut auf die Probe gestellt: Da Barbara durch ihre Verheiratung tabu ist, macht Deinert sich nun an Sabine heran. Diese fühlt sich von der Aufmerksamkeit des attraktiven erwachsenen Mannes geschmeichelt. Als Barbara sie vor ihm warnt, glaubt sie, die Stiefmutter sei eifersüchtig.
Außer Kontrolle gerät die Situation während eines volkstümlichen Waldfestes der Universität, auf dem alle Beteiligten sich abends einfinden. Deinert sucht hier erneut Sabines Nähe, überredet sie zu einer nächtlichen Autofahrt zu zweit und küsst sie schließlich auch. Walter, der sich mit nichts anderem als seiner Arbeit beschäftigt, bekommt von alldem nichts mit, aber Barbara fängt Sabine, als diese nach ihrem Abenteuer ins Haus zurückschleicht, ab und stellt sie zur Rede. Sabine ist durch und durch verwirrt, sie erklärt, Deinert zu lieben, doch ist klar zu erkennen, dass die Intimitäten, die Deinert ihr aufgedrängt hat, sich für sie nicht gut angefühlt haben. Barbara verspricht Sabine, Walter nichts von ihrer Eskapade zu verraten, verlangt jedoch, dass sie Deinert nicht mehr sieht. Später stellt Barbara auch Deinert zur Rede. Nachdem er glaubhaft versichert, nicht mit Sabine geschlafen zu haben, gibt sie sich mit seiner Zusage zufrieden, Sabine fortan in Ruhe zu lassen.
Barbara wird, als sie Deinert aufsucht, gesehen und so entsteht Klatsch: Die Leute glauben, dass sie zu Deinert „in Beziehungen“ stehe. Walter hält dies zunächst für Unfug. Als er Barbara schließlich aber doch darauf anspricht, gerät sie in übelste Bedrängnis: Kann sie ihm ihren Besuch in Deinerts Wohnung doch nicht erklären, ohne das Schweigen zu brechen, das sie Sabine zugesagt hat. Ein weiteres Opfer des Klatsches über Barbaras angebliches Verhältnis mit Deinert ist Sabines jüngerer Bruder Thomas, der mit dem Kameraden, von dem er das Getuschel zuerst hört, in eine Prügelei gerät.
Deinert hält nicht Wort: Im Schwimmbad, wo er und Sabine sich zufällig wiedersehen, spricht er sie erneut an. Als Sabine nicht pünktlich nach Hause kommt, forscht Barbara nach, entdeckt, dass Sabine nicht wie verabredet bei ihrer Freundin Inge ist, und begibt sich zu Deinerts Wohnung, wo sie Sabine tatsächlich vorfindet. Aufgebracht verlangt sie von Deinert, dass er die Stadt verlässt. Sabine kündigt an, sich das Leben zu nehmen, wenn Barbara Walter von dem Vorfall etwas sage. Barbara versucht ihr klarzumachen, dass dieses Schweigen ihre Ehe zu zerstören droht, hält ihr Schweigen dann aber doch aufrecht.
Walters Vertrauen zu seiner Frau ist inzwischen tatsächlich ins Wanken geraten: er schließt nicht mehr aus, dass sie ihn mit Deinert betrügt. Da erhält er einen Anruf von Prof. Stahlschmidt: Auf Deinert ist geschossen worden. Um die Universität nicht in Verruf zu bringen, hat Stahlschmidt den Verletzten diskret in sein Haus bringen lassen, wo er nach einer kleinen Operation inzwischen außer Gefahr ist.
Während Walter sich auf den Weg zu Stahlschmidt macht, vertraut Thomas sich Barbara an: Nachdem ihm der Klatsch zu Ohren gekommen ist, habe er Deinert zur Rede gestellt und ihn, um seinem Anliegen Nachdruck zu verschaffen, mit der Pistole bedroht, die er manchmal für die Jagd verwendet. Dabei sei es mit Deinert zu einem kleinen Handgemenge gekommen, in dessen Verlauf sich unbeabsichtigt ein Schuss gelöst habe. Barbara beruhigt Thomas und macht ihm klar, dass Deinert gar nicht ihr, Barbara, sondern vielmehr Sabine nachgestellt habe.
Als Walter Deinert zur Rede stellt, bekennt dieser ihm freimütigt alles, worüber Barbara bisher hatte schweigen müssen. Die Ehe ist dadurch gerettet. Da Deinert außer Gefahr ist, Thomas in bester Absicht gehandelt hatte und Stahlschmidt diskret und umsichtig war, beschließt man, den Vorfall auf sich beruhen zu lassen.

## Produktion und Uraufführung
Der Produzent des Films, Heinrich Jonen, hatte in den 1930er Jahren die Meteor-Film gegründet und geleitet, bevor er 1939 zur Tobis kam, wo unter seiner kaufmännischen Leitung Filme entstanden, die eine ganze Bandbreite von Genres abgedeckt haben. Regisseur Paul Verhoeven, der eigentlich vom Theater her kam, hatte für die Tobis unmittelbar zuvor die Musikkomödie Renate im Quartett inszeniert, ebenfalls mit Jonen als Herstellungsgruppenleiter, und blieb der Tobis als Filmregisseur bis zum Kriegsende treu.
Weitere Mitglieder des Produktionsstabs:
- Produktionsassistent: Georg Mohr
- Aufnahmeleiter: Otto Jahn, Wilhelm Marchand, Woldemar Wasa-Runge
- Regieassistent: Wolfgang Schubert
- Bauten: Emil Hasler
- Kostüme: Ilse Fehling, Gertrud Pesendorfer
- Ton: Adolf Jansen

Die Hauptdarstellerin Franziska Kinz, die eigentlich Bühnendarstellerin war, war schon seit ihrem Tonfilmdebüt 1930 auf den Typ der Mutter bzw. der reifen Frau festgelegt gewesen. Die Besetzung eines weiblichen Liebesinteresses mit einer 42-jährige Darstellerin war im NS-Kino ein rares und untypisches Vorkommnis. Zu den wenigen weiteren Darstellerinnen, die damals auch in ihrer fünften Lebensdekade noch als Leading Lady eingesetzt wurden, zählt etwa die 1897 geborene Pola Negri (Die fromme Lüge, 1938). Kinz’ Leinwandpartner, der 37-jährige Ferdinand Marian, war – obwohl er heute oft nur noch mit seiner Rolle als Jud Süß assoziiert wird – ein gut eingeführter Liebhaberdarsteller, der unter anderem an der Seite von Zarah Leander gespielt hat.
Die Dreharbeiten begannen im September 1939 und wurden im November abgeschlossen. Die Außenaufnahmen in den Bergen wurden in Innsbruck (Eichhof) und Umgebung gemacht. Der Film ist in Schwarzweiß und 35 mm bei einem Seitenverhältnis von 1:1,37 produziert. Bei der Zensur am 7. Februar 1940 (Jugendverbot) hatte er eine Länge von 2480 Metern bzw. 91 Minuten. Die Uraufführung fand am 25. Juli 1940 im Berliner Kino Gloria-Palast statt.
Infolge einer Entscheidung der alliierten Militärzensur blieb die Aufführung des Films nach dem Ende des Zweiten Weltkrieges zunächst verboten.
Zu einer FSK-Prüfung kam es am 29. Mai 1980. Dabei lag eine Kopie vor, die 2427 Meter bzw. 89 Minuten lang war.

## Kritik
„Ansprechend verfilmte Familiengeschichte mit kriminalistischer Zuspitzung.“